# سندرم ورنر
سندرم ورنر (به انگلیسی: Werner syndrome) که به عنوان «پیری زودرس بزرگسالان» نیز شناخته می‌شود، یک اختلال ژنتیکی نادر است که منجر به پیرشدن سریع‌تر از حد عادی افراد می‌شود. این سندرم در ایالات متحده آمریکا از هر ۲۰۰ هزار نفر بر یک تن اثر گذاشته‌است. این بیماری در اواخر دههٔ دوم عمر با خاکستری شدن رنگ موها بروز می‌کند. به دنبال آن، تغییرات پوستی، خشونت صدا، آب مروارید، زخم‌های پوستی و دیابت تا سن ۲۴ سالگی رخ می‌دهد. افراد مبتلا به این اختلال، از بیماری‌های مرتبط با سن از جمله دیابت نوع دو، تصلب شرایین، پوکی استخوان و سرطان رنج می‌برند و اکثراً در اواخر دهه ۴۰ یا اوایل دهه ۵۰ سالگی زندگی‌شان می‌میرند.